# 王登记
王登记（1954年11月—），陕西省黄陵县人，中华人民共和国政治人物。

## 生平
1975年2月加入中国共产党。1979年5月-1980年5月，在黄陵县人民政府工作、任秘书长。1980年5月-1983年3月，在黄陵县团县委工作，后任副书记、书记。1983年3月-1984年3月，任黄陵县隆坊镇党委任党委书记。1986年3月-1991年10月，在黄陵县政府、县委工作，任政府副县长、县委常委。1991年10月-1992年10月，担任延安市委任常委、副书记。1992年10月-1996年10月，担任宜川县县长、县委书记。1996年11月-2000年6月，任榆林地区行政公署副专员。2000年7月-2001年2月，任榆林市副市长。2001年2月-2006年4月，任榆林市委副书记、榆林市市长。2006年4月-2013年2月，任陕西省国土资源厅厅长。

## 落马
2014年10月，王登记因涉嫌受贿接受调查。2016年10月17日，因受贿罪，判处无期徒刑，剥夺政治权利终身，并处没收个人全部财产。法院判决认定，王登记受贿折合人民币6624.34万元。判决书显示，王登记受贿多与煤炭有关，其中5000万元原拟用于托人跑官。